# ادوارد بوبا
ادوارد بوبا (انگلیسی: Édouard Boubat; زاده ۱۳ سپتامبر ۱۹۲۳ – درگذشته ۳۰ ژوئن ۱۹۹۹) عکاس اهل فرانسه بود.
وی همچنین برندهٔ جوایزی همچون جایزه هاسلبلاد شده‌است.